# Улица Красный Луг
У́лица Красный Луг — улица на юге Москвы в районе Братеево Южного административного округа. Расположена между Задонским проездом и Бесединским шоссе.

## Происхождение названия
Бывший Проектируемый проезд № 5399 получил новое название в сентябре 2018 года. Улица названа по находившемуся когда-то в этих местах заливному лугу бывшего подмосковного села Братеево. В старину Красный луг — ежегодное место празднования праздника Ивана Купалы. По поверьям издревле это место считалось священным. Сейчас территория луга входит в состав особо охраняемой природной территории регионального значения «Фаунистический заказник „Братеевская пойма“» (образована 6 февраля 2019 г.).

## Описание
Улица начинается от Задонского проезда близ МКАД, пересекает Бесединское шоссе, проходит на северо-восток к комплексу зданий электродепо «Братеево», поворачивает на юг вдоль депо и вновь выходит на Бесединское шоссе.

10 ноября 2020 года улица была продлена за счёт включения в неё в качестве начального участка безымянного проезда между Задонским проездом и Бесединским шоссе.

## Примечательные здания
- Многофункциональный комплекс электродепо «Братеево» (ТЧ-17), адрес — по Бесединскому шоссе, 17.